# Awaous
Genre
Awaous est un genre de poissons de la famille des Gobiidae.

## Liste des espèces
Selon World Register of Marine Species (5 janvier 2025) :
- Awaous acritosus Watson, 1994
- Awaous aeneofuscus (Peters, 1852)
- Awaous banana (Valenciennes, 1837)
- Awaous bustamantei (Greeff, 1882)
- Awaous commersoni (Schneider, 1801)
- Awaous flavus (Valenciennes, 1837)
- Awaous fluviatilis (Rao, 1971)
- Awaous grammepomus (Bleeker, 1849)
- Awaous guamensis (Valenciennes, 1837)
- Awaous jayakari (Boulenger, 1888)
- Awaous lateristriga (Duméril, 1861)
- Awaous litturatus (Steindachner, 1861)
- Awaous macrorhynchus (Bleeker, 1867)
- Awaous melanocephalus (Bleeker, 1849)
- Awaous ocellaris (Broussonet, 1782)
- Awaous pallidus (Valenciennes, 1837)
- Awaous personatus (Bleeker, 1849)
- Awaous stamineus (Eydoux & Souleyet, 1850)
- Awaous tajasica (Lichtenstein, 1822)

## Systématique
Le nom valide complet (avec auteur) de ce taxon est Awaous Valenciennes, 1837.
Awaous a pour synonymes :
- Awaous Steindachner, 1860
- Awavus
- Chiramenu Rao, 1971
- Chonophorus Poey, 1860
- Chonorphorus
- Euctenogobius Gill, 1859
- Platygobius Bleeker, 1874
- Suiboga Pinto, 1960

### Étymologie
Le nom générique, Awaous, est la latinisation de awao ou awaou, le nom vernaculaire donné à l'espèce Awaous ocellaris à Tahiti.